# Cerastium ligusticum
Cerastium ligusticum là loài thực vật có hoa thuộc họ Cẩm chướng. Loài này được Viv. mô tả khoa học đầu tiên năm 1802.